# Tanzanit
A tanzanit a zoizit kék és lila változata. A világ egyik legritkább drágaköve, mivel kizárólag Tanzániában, a Manyara régió Simanjiro kerületében található. A drágakövet a TiffanyCo. nevezte el "tanzanitnak", mivel az eredeti "kékeslila zoizit" megnevezést nem tartották elég fogyasztóbarátnak.

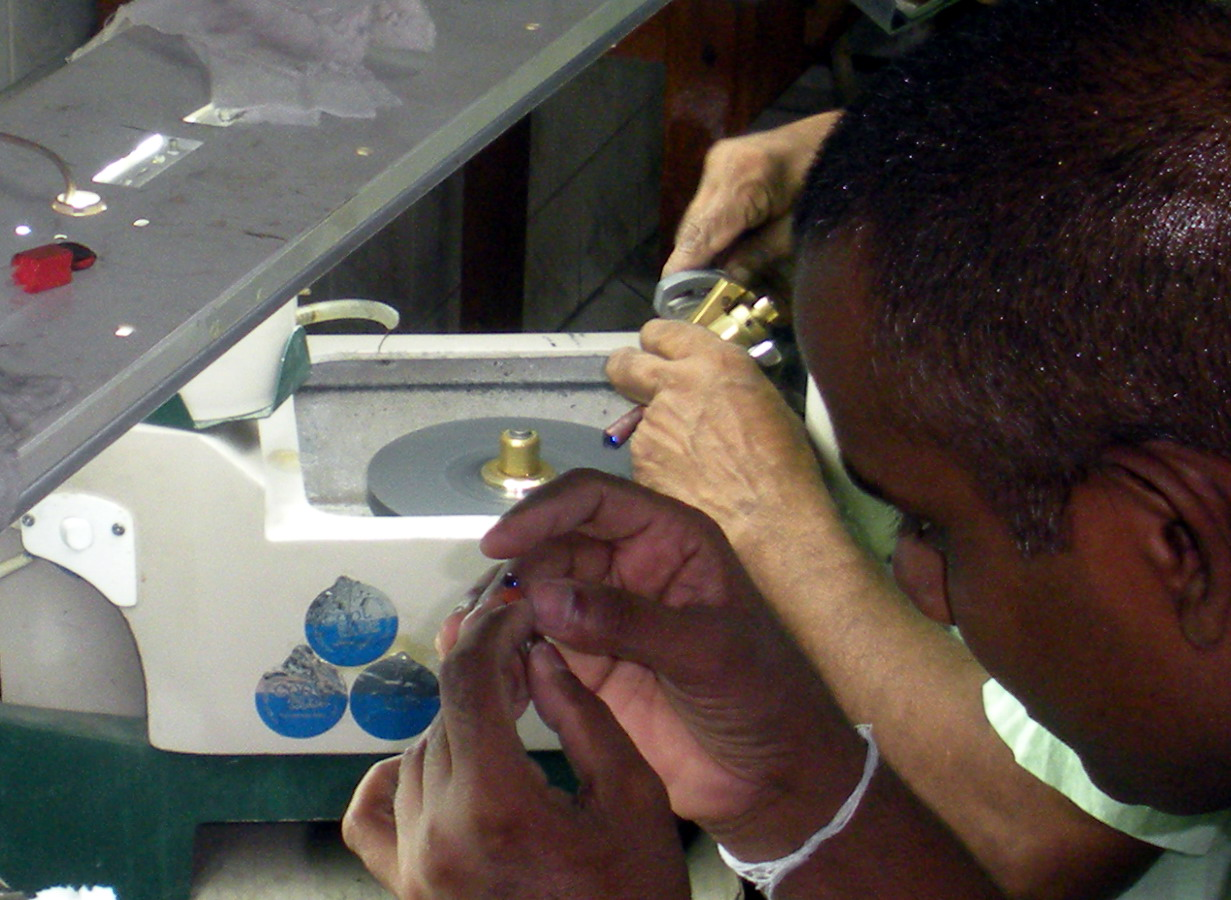
Tanzanit kézműves munka

A tanzanit jellemzően erős trikroizmusáról ismert, amely kristályorientációtól függően váltakozva mutat kék, lila és bordó színt. A tanzanit színhatásai különböző megvilágítási körülmények között is eltérőek lehetnek. A kék színűek fluoreszkáló fény hatására válnak hangsúlyosabbá, míg a lila árnyalatok izzólámpa megvilágításban láthatók jól. A tanzanit nyers állapotban vörösesbarna színűtől átlátszóig terjedő színekben fordul elő, és hőkezelés szükséges, a barnás „fátyol” eltávolításához, amely kiemeli a kő kékeslila színét.
A drágakövet a Tiffany & Co. nevezte el "tanzanitnak" Tanzánia után, ahol felfedezték. A Tiffany marketingosztálya nem tartotta elég fogyasztóbarátnak az 1968-ban bevezetett "kékeslila zoizit" tudományos megnevezést. Az American Gem Trade Association 2002-ben a tanzanitot a december hónap születéskövének választotta, ami az első változás volt a születéskövek listáján 1912 óta.

## Geológia
A tanzanit körülbelül 585 millió évvel ezelőtt alakult ki az ediakara időszak közepén, a masszív lemeztektonikai aktivitás és az intenzív hő hatására azon a területen, ahol később a Kilimandzsáró hegység alakult meg. Az ásvány egy viszonylag összetett geológiai környezetben található. A lelőhelyek tipikusan az izoklinális redők "zsanérjában" találhatók.[ https://en.wikipedia.org/wiki/Tanzanite]

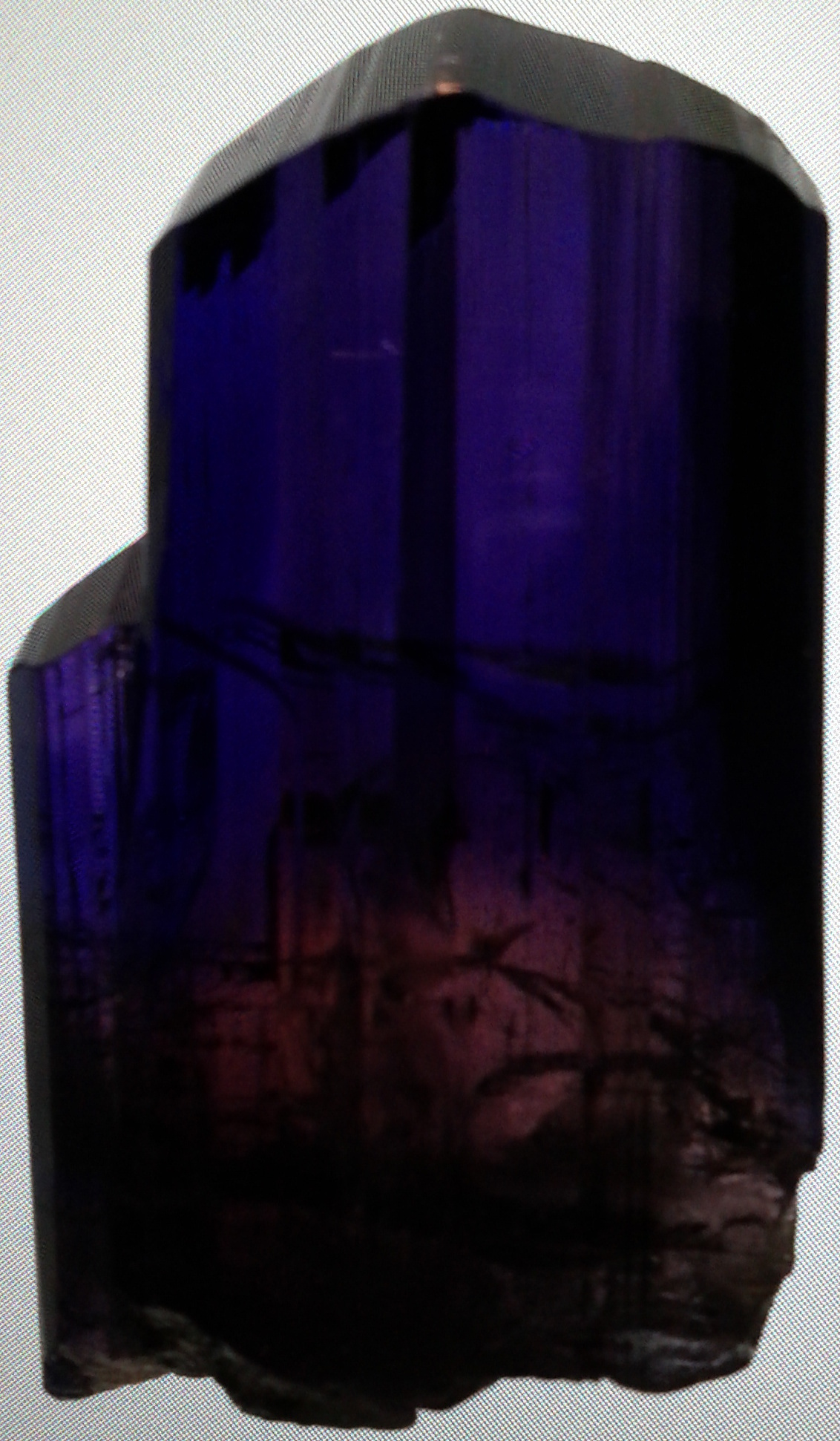
Trichroic Tanzanite Crystal

## Felfedezése
Számos beszámoló létezik a tanzanit felfedezéséről, de csak egyet ismert el Tanzánia kormánya. 1967 januárjában Jumanne Mhero Ngoma talált rá a csillogó kék kövekre a Mererani dombokon, ami akkoriban az Arusha régió Kiteto kerületéhez tartozott (ma Manyara régió). Három évvel később Tanzánia akkori elnöke, Julius Nyerere elismerő oklevelet és 50 000 Tsh pénzjutalmat adományozott neki erőfeszítéseiért. 1984-ben a Tanzániai Tudományos és Technológiai Bizottság tudományos felfedezésről szóló oklevéllel tüntette ki.

## Kereskedelmi történet
1967 júliusában Manuel de Souza, egy Arushában (Tanzánia) élő, goai szabó és részmunkaidős aranykutató átlátszó kék és kékeslila drágakő kristálytöredékeket talált egy gerincen Mererani közelében, Arushától mintegy 40 km-re délkeletre. Eleinte úgy vélte, hogy az ásvány olivin,peridot, de hamar rájött, hogy nem az, így arra a következtetésre jutott, hogy "dumortierit" (egy kék, nem drágakő ásvány). Nem sokkal ezután a köveket bemutatták John Saulnak, egy nairobi székhelyű geológiai tanácsadónak és drágakő nagykereskedőnek, aki ekkor akvamarint bányászott a Kenya-hegy körüli régióban. Saul, aki később felfedezte a híres rubinlelőhelyeket Kenya Tsavo területén, kizárta a dumortierit és a kordierit lehetőségét, és mintákat küldött apjának, Hyman Saulnak, a New York-i Saks Fifth Avenue alelnökének. Hyman Saul a Gemological Institute of America intézethez vitte a mintákat, ahol a drágakövet megfelelően a zoizit ásvány változataként azonosították. A Harvard Egyetem, a British Museum és a Heidelbergi Egyetem ásványkutatói is elvégezték a pontos azonosítást, a legelsőként pedig Ian McCloud, Dodoma székhelyű tanzániai kormánygeológus mondta ki a megfelelő azonosítást.
A "kék zoizit" néven ismert drágakövet Henry B. Platt, Louis Comfort Tiffany dédunokája és a Tiffany & Co. alelnöke nevezte át tanzanitra. Platt a drágakő ritkaságát és egyedüli előfordulási helyét kívánta kihasználni, és úgy vélte, hogy a "blue zoisite" (amit "kék öngyilkosságnak" is értelmezhetnek) nem lenne túl vonzó a piacon. A Tiffany eredeti kampányában azt hirdette, hogy a tanzanit már két helyen is megtalálható: "Tanzániában és a Tiffany'-nál".
1967 és 1971 között - a Tanzániai kormány általi államosítás előtt - becslések szerint kétmillió karát tanzanitot bányásztak.

## A tanzanit bányászat fejlődése
Amint a pompás új drágakő felfedezésének híre nyilvánosságra került, kutatók és törzsek kezdtek igényt tartani a bányászati területekre. 1967 és 1972 között becslések szerint kétmillió karát drágakő minőségű tanzanitot állítottak elő külszíni bányászatból. [https://www.ide.go.jp/English/Data/Africa_file/Company/tanzania02.html]
A tanzanit bányákat 1971-ben államosították, a bányászatot az állami bányászati vállalat, a STAMICO vette át. A következő tíz évben a termelés csökkent. Ezzel egyidejűleg növekedett a nem hivatalos, kézműves bányászat. 1989-re becslések szerint 30 000 kézműves bányász dolgozott a területen. [https://www.ide.go.jp/English/Data/Africa_file/Company/tanzania02.html]
A tanzániai kormány 1990-ben meghatározta a tanzanit bányászati területet (egy keskeny sáv a Merelani-dombok mentén, körülbelül 5 km-re északra Mererani településtől) és négy szektorra osztotta a tanzanit bányákat: A, B, C és D blokkokra. Az A és C blokkokat nagyüzemi bányászok kapták meg (a Kilimanjaro Mines Ltd. és Graphtan Inc), míg a B és D blokkokat a helyi bányászok számára tartották fenn. 2005-ben a kormány megújította a <a href="https://en.wikipedia.org/wiki/TanzaniteOne">TanzaniteOne</a> C blokk bányájának bérleti szerződését, aki 40 millió dollárt fizetett a bérletért és a bányászati engedélyért. [https://www.theraregemstonecompany.com/gemology-articles/tanzanite-mining-small-scale-vs-large-scale]
A tanzániai kormány 2003 júniusában törvényt vezetett be, amely megtiltotta a feldolgozatlan tanzanit Indiába történő exportját. (Sok más drágakőhöz hasonlóan a legtöbb tanzanitot <a href="https://hu.wikipedia.org/wiki/Dzsaipur">Dzsaipurban</a> csiszolják.) A tilalom célja, hogy ösztönözzék a helyi feldolgozóüzemek fejlesztését, ezzel erősítve a gazdaságot és növelve a nyereséget. Ezt a tilalmat két év alatt fokozatosan vezették be, amely idő alatt csak a 0,5 grammnál nagyobb kövekre vonatkozott a szabály. 2010-ben a tanzániai kormány betiltotta az egy grammnál nehezebb nyers kövek exportját. 2011-ben a kormány egy rendszert vezetett be, amely minden kereskedőt kötelez egy eredetiség tanúsítvány beszerzésére, amely alapján lehet csak az ásvánnyal való kereskedelmet végrehajtani.
A TanzaniteOne Mining Ltd a Richland Resources tulajdonában áll, de egy 2010-es tanzániai törvény előírja, hogy bányászati engedélyük 50%-át átadják a tanzániai állami bányavállalatnak, a STAMICO-nak. A 2011-es termelés 2 400 000 karát (480 kg; 1100 font) volt, ami 24 millió dollárt hozott nekik.
Miután egy 24 kilométeres (15 mérföldes) kerítést építettek a bányák köré a biztonság javítása és a csempészet megakadályozása érdekében,  a termelés 147,7 kg-ról (325,6 font) 2018-ban, rekordmennyiségű, 781,2 kg-ra (1,722 font) nőtt 2019-ben.
Egy kis léptékű bányász 2020 június 24-én, Saniniu Laizer új világrekordot állított fel, miután kibányászott két darab, egyik 9,72 kg (21,4 font), a másik 5,1 kg (11 font) súlyú nyers tanzanit követ, és ezeket 7,74 milliárd Tsh-ért (3,35 millió dollár) értékesítette a Tanzániai Kormánynak a Bányászati Minisztériumon keresztül. Ezzel megdöntötte a TanzaniteOne által 2005-ben kibányászott, 16 839 karátos (3,37 kg; 7,42 font) követ tartalmazó rekordot.
A tanzanit teljes tartaléka egy 2018-ban megjelent jelentés szerint 109 000 000 karátra (21 800 kg; 48 100 lb) becsülhető. A C blokk, a messze legnagyobb lelőhely, becslések szerint 87 100 000 karátot (17 400 kg; 38 400 lb) tartalmaz, a várható élettartam a 2040-es évekig tart.

## Értéket befolyásoló tényezők: osztályozás
Nincs egyetemesen elfogadott módszer a színes drágakövek osztályozására. A TanzaniteOne, a tanzanit piac egyik fő kereskedelmi szereplője nonprofit leányvállalata, a Tanzanite Foundation révén saját színmeghatározási rendszert vezetett be. Az új rendszer színbesorolási skálája a tanzanit színeit a kékeslilától az indigón át az liláskékig terjedő árnyalatokra osztja.
A tanzanit alapvető elsődleges és másodlagos színei a kék és a lila. A kezeletlen tanzanit egy trikróm drágakő. Ez annyit jelent, hogy a beleeső fény az anizotróp kristályban különböző utakon törik meg, minden egyes optikai tengelyen különböző színabszorpcióval. Ennek eredményeképpen a különböző mintákban számos szín figyelhető meg: lila, ibolya, indigó, kék, cián, zöld, sárga, narancs, piros és barna árnyalatai. Hőkezelés után a tanzanit dikroikussá válik. A dikroikus színek az ibolyától a kékes liláig, az indigón és a lilés kéken át a kékig terjednek.

## A tisztaság fokozata
A színes drágakövek tisztasági besorolása a "eye-clean" (értsd: szemmel tiszta) szabványon alapul, vagyis a drágakövet hibátlannak tekintik, ha szabad szemmel nem látható benne zárvány (20/20-as látást feltételezve). A gemológiai GIA intézet (Gemological Institute of America) a tanzanitet I. típusú drágakőnek minősíti, ami azt jelenti, hogy általában "eye-clean". Azok a drágakövek, amelyekben szabad szemmel látható zárványok vannak, jelentős árengedménnyel kerülnek kereskedelmi forgalomba.

## Hőkezelés
A tanzanit barna kristályként képződik, és trikróm, ami azt jelenti, hogy három színt – barna, kék és lila – mutat egyszerre. A melegítés, akár természetesen a föld alatt metamorf folyamatok által, akár mesterségesen, eltávolítja a barna vagy bordó színösszetevőt, hogy erősebb ibolyakék színt hozzon létre, és dikroikussá tegye a követ, ami azt jelenti, hogy csak a kéket és a lilát tükrözi. Ritkán fordul elő, hogy a drágakő minőségű tanzanit zöld elsődleges színárnyalatban hevül fel, szinte mindig kék vagy lila másodlagos árnyalat kíséretében történik ez meg. Ezek a zöld tanzanitok jelentős értékkel bírnak a gyűjtői piacon, de a kereskedelmi vásárlók ritkán érdeklődnek irántuk.
A kemencében történő hőkezelést általában 370 és 390 °C (698–734 °F) között, 30 percig végzik. Fontos, hogy a köveknek ne legyenek repedései vagy buborékai, mert ezek a hőkezelés során széttörhetnek vagy a repedések/buborékok mérete nőhet.
A felfedezés korai napjaiban a felszín közelében talált néhány követ (egy ma D blokknak nevezett területen) hőkezelés nélkül is drágakő minőségű kék színűként találták – valószínűleg egy, a területen történt futótűz eredményeképp, ami felhevítette a köveket a föld alatt. Ez adott alapot annak az elképzelésnek, hogy a "D blokk" kövei keresettebbek, mint a tanzanit bányászat kis területén más helyeken talált tanzanitok.
Mivel a hőkezelés univerzális, nem befolyásolja az árat, és a kész drágaköveket hőkezeltnek kell tekinteni. A gemológiai GIA intézet (Gemological Institute of America) kijelenti, hogy a hőkezelés forrása gemológiailag nem észlelhető, de feltételezhető a gyakorisága miatt.

## Pleokroizmus a tanzanitban
A pleokroizmus olyan fizikai tulajdonság, amely során a drágakő több színben látszik a ráeső fény szögétől függően. A tanzanit egy pleokroikus drágakő. A legtöbb tanzanit egyik irányból nézve kék, de más szögből nézve változhat lila és vörös árnyalatok között.
A fizikai tulajdonságok megnehezíthetik a vágási folyamatot a tökéletes szín kiválasztásának problémája miatt. A drágakő végleges színe attól függ, hogy a lap vágása hogyan veri vissza a fényt. Nagy szakértelemre, tudásra és árbecslési készségre van szükség a tanzanit drágakő pontos megmunkálásához. A csiszolónak meg kell vizsgálnia a nyers követ, és el kell döntenie, melyik vágás éri el a legmagasabb értéket.

## Utánzat és kobaltbevonatú tanzanit
A tanzanitot még nem sikerült laboratóriumi körülmények között előállítani, így minden eredeti tanzanit természetes előfordulású. Ritkasága és piaci kereslete miatt azonban a tanzanitot többféleképpen utánozták. Ahhoz, hogy valami szintetikus vagy szintetizált legyen, ugyanazokkal a kémiai és fizikai tulajdonságokkal kell rendelkeznie, mint az eredetinek, ezért egyesek a nem valódi tanzanitot csak utánzatként említik, és nem szintetikusnak. tanza Az ehhez használt anyagok közé tartozik a cirkónia, szintetikus spinell, ittrium-alumínium-gránát és színezett üveg. A kő dikroszkóppal végzett vizsgálata könnyen megkülönböztetheti ezeket a valódi tanzanittól, mivel csak az eredeti tanzanit mutat kettős törést: a dikroszkóp két nézőablaka különböző színeket mutat (az egyik ablak kék, a másik lila) valódi tanzanit megtekintésekor, míg az utánzatkövek mind egyszeresen törnek, és mindkét ablak ugyanazt a színt (lila) fogja mutatni.
Szintetikus forsteritet olivincsoport magnéziumban gazdag ásványa) szintén tanzanitként árulták, mivel hasonló a megjelenése. Három módon különböztethető meg a tanzanittól. Az első a refraktométer használata: a forsterit 1,63 és 1,67 közötti törésmutatót mutat, míg a tanzanité magasabb, 1,685 és 1,707 közötti értékű. A második módszer a Hanneman szűrő használata: ezen keresztül a valódi tanzanit narancssárgás rózsaszínűnek tűnik, míg a forsterit zöldnek. A harmadik módszer a tanzanit pleokroikus tulajdonságának köszönhető, ami annyit jelent, hogy a színe megváltozhat, ha különböző szögekből nézzük. Forsteritről lehet szó, ha a kő különböző oldalról nézve nem mutat csekély színeltérést sem.
A tanzanitot más kezelési formáknak is alávethetik. Az AGTA (American Gem Trade Association) és az AGL (American Gemological Laboratories) laboratóriumok nemrégiben fedezték fel és tesztelték a bevonatos tanzanitokat. A színt javító vékony kobalttartalmú réteget röntgenfluoreszcencia segítségével azonosítottak. Az alacsonyabb minőségű tanzanitokat néha kobaltbevonattal javítják, mivel a kobalt mélyebb kék árnyalatot kölcsönöz. A kobaltréteg nem tapad jól ezekhez a kövekhez, idővel lekopik, így kevésbé intenzív színű követ eredményez. Bár még mindig tanzanitról van szó, a kobaltbevonatot megtévesztőnek tekintik ezért az Egyesült Államokban az értékesítéskor fel kell tüntetni ezen információkat.

## Gondoskodás
A gyöngyhöz vagy az opálhoz hasonlóan, a tanzanit is rendkívüli gondozást igénylő drágakő. A 6,5-ös keménységű tanzanit megkarcolódhat, ha más drágakövekkel érintkezik. A gyors hőmérséklet-változások, akárcsak az extrém hőség károsíthatják a köveket. Az ultrahangos vagy gőzzel működő ékszertisztítók túl kemények és túl forróak lehetnek a tanzanit számára.